# آرثر دبليو. كوليدغ
آرثر دبليو. كوليدغ هو محامي وسياسي أمريكي، ولد في 13 أكتوبر 1881 في مقاطعة كمبرلاند في الولايات المتحدة، وتوفي في 23 يناير 1952 في ريدينج في الولايات المتحدة. نشط حزبياً في الحزب الجمهوري. وقد انتخب عضو مجلس ولاية ماساتشوستس ‏ عن دائرة Massachusetts Senate's 7th Middlesex district ‏ وانتخب عضو مجلس نواب ماساتشوستس ‏ وانتخب نائب حاكم ماساتشوستس ‏ (2 يناير 1947 – 6 يناير 1949).